# Dietrich von Bern
Dietrich von Bern és el nom del personatge literari amb què es presentaven les gestes novel·lades de Teodoric el Gran dins l'àmbit germànic, les quals van formar un cicle èpic propi. Els diversos poemes i llegendes entorn la seva vida van proliferar entre els segles xiii i xvi, molts segles després de la vida del rei històric, fet que explicaria la distorsió dels fets narrats. Aquestes relats van ser complementats amb d'altres provinents de territoris nòrdics, una prova del seu èxit. Apareix també al Cant dels Nibelungs.

## Cicle històric
Part dels poemes es poden agrupar en l'anomenat cicle històric, que segueix el fil conductor de la vida del rei. Narren com es veu forçat a exiliar-se per l'enveja del seu oncle (un motiu present en altres herois, com per exemple El Cid, que malgrat ser el vassall perfecte no compta amb el favor del seu monarca) i com posteriorment lluitaria per recuperar Itàlia, que li pertany legítimament. No es presenta mai com un invasor, a diferència de les cròniques històriques sobre Teodoric el Gran. En els diferents combats ha de fer front als enemics i aliats de l'oncle i a guerrers fabulosos com Witege. Justament en una lluita contra aquest cau mort Alphart, el seguidor més fidel de Dietrich. Es conserven diversos planys per aquesta mort. La guerra esdevé aleshores internacional, amb fragments de diversos poemes amb combats de base històrica variada.

## Cicle d'aventures
Un segon grup d'obres forma el cicle d'aventures, de caràcter fantàstic. En una d'elles s'ha d'enfrontar a un gegant i després a la seva família que busca venjança. Quan reposa sent que una princesa ha estat segrestada per Goldemar i parteix al seu rescat, seguint l'esquema de cavaller errant que triomfaria a les novel·les de cavalleries posteriors. Posteriorment el seu antagonista és el rei Laurin, un personatge literari que ha protagonitzat diverses llegendes a Europa central i que apareix com un nan bruixot.
Més tardans són els poemes on s'expliquen nous combats amb gegants i salvaments de dames, que no són solament variants dels anteriors sinó que formen aventures independents si bé comparteixen el mateix esquema narratiu.

## Cicle genealògic
Els estudiosos agrupen amb el nom de cicle genealògic les aventures dels avantpassats o descendents de Dietrich, aparegui ell directament o no als poemes. Els receptors establien la connexió, reforçada per l'ús de la mateixa mètrica que les obres dels primers dos cicles. Aquests parents protagonitzen també llegendes escandinaves en diverses formes i estructures.